# Discurso de adeus de George Washington
O discurso de adeus de Washington é uma carta escrita pelo presidente americano George Washington como uma despedida de "amigos e concidadãos" após vinte anos de serviço público nos Estados Unidos. Ele o escreveu perto do final de seu segundo mandato presidencial antes de se retirar para sua casa em Mount Vernon, na Virgínia.
A carta foi publicada pela primeira vez como The Address of Gen. Washington to the People of America on His Declining the Presidency of the United States (O Discurso do General Washington ao Povo da América em seu Declínio da Presidência dos Estados Unidos) no American Daily Advertiser em 19 de setembro de 1796, cerca de dez semanas antes das eleições de 1796. É uma declaração clássica de republicanismo, alertando os americanos dos perigos políticos que eles devem evitar se quiserem permanecer fiéis a seus valores. Quase imediatamente foi reimpresso em jornais de todo o país e, mais tarde, em forma de panfleto.
O primeiro rascunho foi originalmente preparado por James Madison em junho de 1792, quando Washington pensava em se aposentar no final de seu primeiro mandato. No entanto, ele o deixou de lado e concorreu a um segundo mandato por causa das acirradas disputas entre o secretário do tesouro Alexander Hamilton e o secretário de Estado Thomas Jefferson, que convenceu Washington de que as crescentes tensões destruiriam o país sem sua liderança. Isso incluía a situação das relações exteriores e as divisões entre os partidos Federalista e Republicano Democrático recém-formados.
Quando seu segundo mandato chegou ao fim quatro anos depois, Washington preparou uma revisão da carta original com a ajuda de Hamilton para escrever um novo discurso de despedida para anunciar sua intenção de recusar um terceiro mandato. Ele reflete sobre as questões emergentes do cenário político americano em 1796, expressa seu apoio ao governo oito anos após a adoção da Constituição, defende o histórico de seu governo e dá conselhos de despedida ao povo americano.

## Legado
O discurso de adeus de Washington é considerado um dos documentos mais importantes da história americana e a base da doutrina política do Partido Federalista.
Washington mais tarde aceitou uma comissão do presidente John Adams, apesar de seu desejo declarado de se aposentar do serviço público, como oficial sênior de um exército provisório formado para defender a nação contra uma possível invasão pelas forças francesas durante a quase-guerra. Washington manteve-se fiel às suas declarações em seu discurso de despedida, apesar de passar meses organizando o Corpo de Oficiais do Exército Provisório, e recusou as sugestões de que ele retornasse a cargos públicos na eleição presidencial de 1800.
As declarações de Washington sobre a importância da religião e da moralidade na política americana e suas advertências sobre os perigos das alianças estrangeiras influenciaram os debates políticos no século XX, e receberam consideração especial como conselho de um herói americano.

### Alianças com nações estrangeiras
A esperança de Washington de que os Estados Unidos acabassem com as alianças permanentes com nações estrangeiras foi realizada em 1800 com a Convenção de 1800, o Tratado de Mortefontaine, que encerrou oficialmente o Tratado de Aliança de 1778, em troca do fim da quase-guerra e do estabelecimento de relações comerciais da nação mais favorecida com a França napoleônica. Em 1823, os objetivos da política externa de Washington foram posteriormente realizados na Doutrina Monroe, que prometia a não interferência nos assuntos europeus, desde que as nações da Europa não buscassem colonizar ou interferir nas nações latino-americanas recém-independentes da região Central e América do Sul. Os Estados Unidos não firmaram nenhuma aliança militar permanente com nações estrangeiras até o Tratado do Atlântico Norte de 1949 que formou a OTAN.

### Leitura no Congresso
Os residentes da Filadélfia assinaram uma petição em janeiro de 1862 durante a Guerra Civil Americana solicitando que o Congresso comemorasse o 130.º aniversário do nascimento de Washington lendo seu discurso de despedida "em uma ou outra das casas do Congresso". Foi lido pela primeira vez na Câmara dos Representantes em fevereiro de 1862, e ler o discurso de Washington tornou-se uma tradição em ambas as casas em 1899. A Câmara dos Representantes abandonou a prática em 1984, mas o Senado continua a tradição. O aniversário de Washington é comemorado selecionando um membro do Senado para ler o discurso em voz alta no plenário do Senado, alternando entre os partidos políticos a cada ano desde 1896. Além disso, os leitores fazem uma entrada em um jornal encadernado em couro preto mantido pelo Secretário do Senado ao terminar.

## Na cultura popular
De acordo com o jornalista político John Avlon, o discurso de despedida foi "outrora celebrado como uma Escritura cívica, mais amplamente reproduzida do que a Declaração da Independência", mas acrescenta que "agora está quase esquecido". Ele sugeriu que havia sido "eclipsado na memória nacional" até que o musical da Broadway Hamilton trouxe de volta à consciência popular na canção "One Last Time", onde as linhas são cantadas por Washington e Hamilton.